# Droit suisse

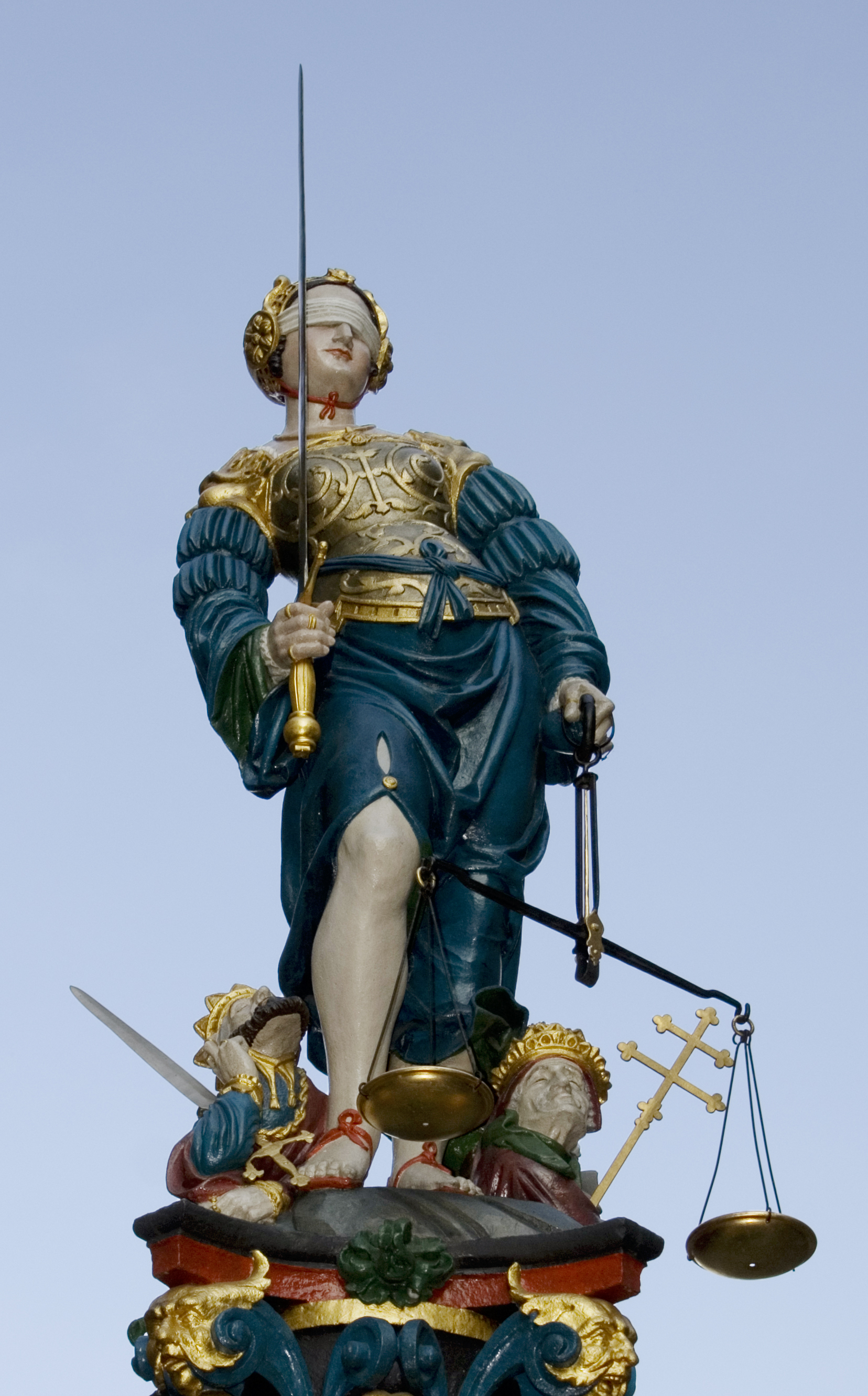
Statue de la Justice sur une fontaine de Berne.

Le droit suisse est l'ensemble des règles juridiques de la Suisse, à tous ses niveaux de pouvoir (Confédération, cantons, communes). Originaire du droit romain, le droit suisse appartient à la famille des droits romano-germaniques et est une construction composite influencée notamment par le droit français et le droit allemand, ainsi que les autres droits européens.

## Présentation et caractéristiques

### Fédéralisme
Le droit suisse est celui d'un État fédéral et suit le principe du fédéralisme organisé sur trois niveaux : la Confédération, les cantons et les communes. Chaque niveau a un certain degré d'autonomie et des compétences propres (législatives, maintien de l'ordre public, etc.). Selon le principe de subsidiarité, les tâches qui ne relèvent pas expressément de la Confédération sont de la compétence des cantons.
L'autonomie fiscale cantonale entraîne une concurrence fiscale entre les cantons et les communes. Des communes présentant un attrait moindre à d'autres égards (p.ex. places de travail, offre culturelle) peuvent ainsi jouer sur ce tableau pour attirer des contribuables et, d'autre part, les collectivités sont incitées à bien gérer leurs fonds, afin de rester concurrentielles sur le plan fiscal. Ainsi, la concurrence fiscale est, selon le Conseil fédéral, un élément constitutif du fédéralisme suisse et profite à l'économie et à la population du pays. La Suisse la défend fermement face aux pressions étrangères et le peuple suisse a rejeté en 2010 une initiative populaire visant à la restreindre,,.

### Démocratie directe
La démocratie directe, à chacun des trois niveaux, avec les droits populaires de lancer des initiatives et d'exiger un référendum.

### Plurilinguisme

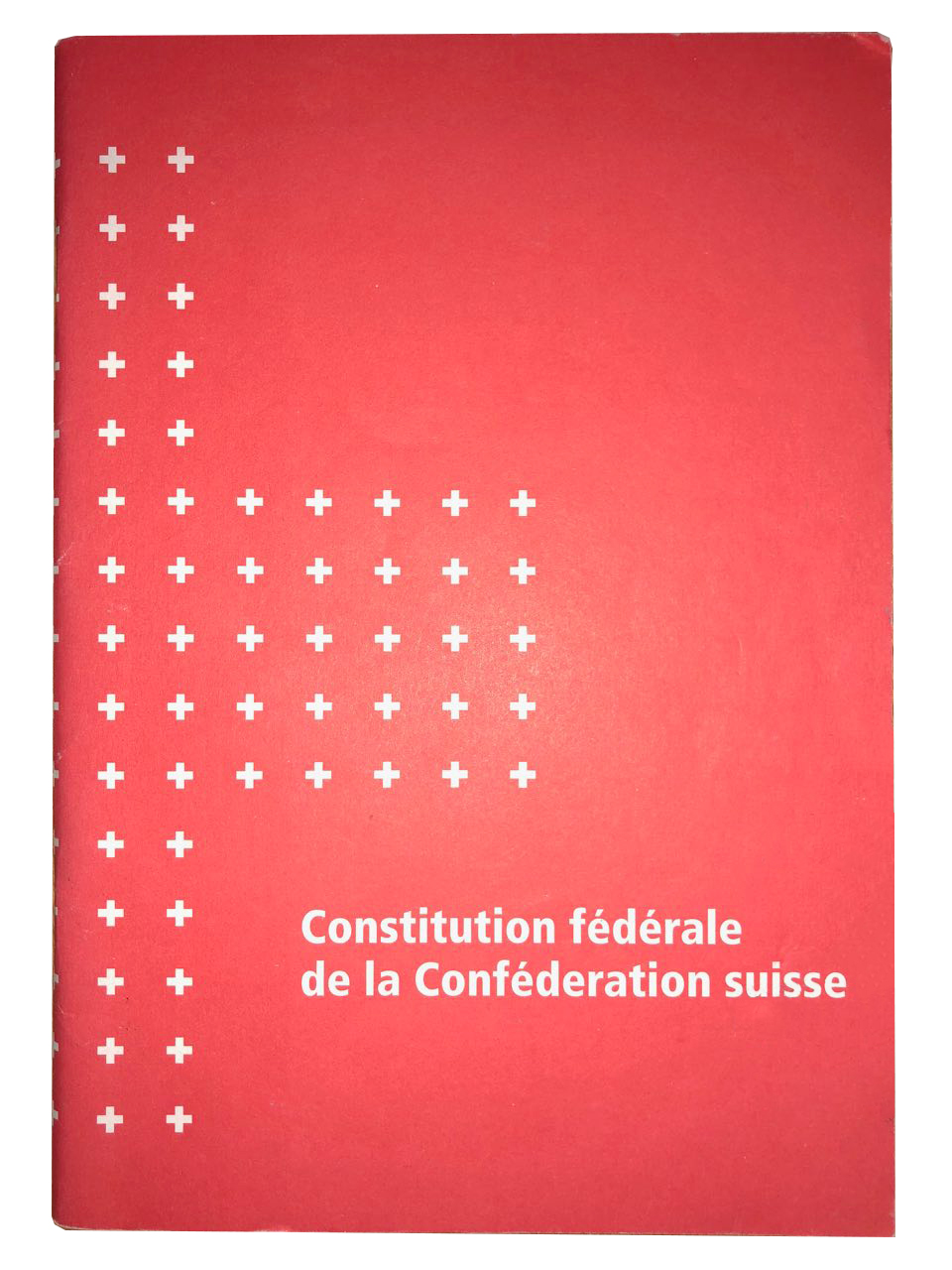
La Constitution fédérale de 1999.

La Suisse ayant trois langues officielles, allemand, français et italien — le romanche n'étant que « langue nationale » —, son droit s'exprime dans les trois langues officielles. Les trois versions font foi.

### Autres spécificités
Parmi les autres spécificités on peut citer :
- Une juridiction constitutionnelle limitée : le Tribunal fédéral n'a pas la compétence de contrôler la constitutionnalité des lois fédérales, de sorte qu'il doit les appliquer même si elles violent la Constitution[N 1]. L'idée sous-jacente est que, dans le système de démocratie directe suisse, les lois trouvent leur légitimité dans la volonté du peuple, de sorte qu'elles n'ont pas à être « corrigées» par les juges[6].
- Le droit du sang (ius sanguinis) : une personne de père ou de mère suisse[N 2] acquiert la nationalité suisse à sa naissance (il en va de même en cas d'adoption, pour autant que l'adopté soit mineur). En revanche, une personne née en Suisse dont les deux parents sont étrangers n'acquiert pas automatiquement la nationalité suisse[7].
- La prévoyance à trois piliers : prévoyance publique, prévoyance professionnelle et prévoyance individuelle[8]. Le deuxième pilier, celui de la prévoyance professionnelle[N 3], est en lui-même une particularité suisse : le travailleur (et, le cas échéant, son employeur, à parts égales) verse des primes à une institution de prévoyance. Les paiements n'alimentent cependant pas un « pot commun » mais sont accumulés sur un compte propre. En principe, l'assuré touche une rente à la retraite ou en cas d'invalidité (cas de prévoyance), calculée en fonction de la somme dont il dispose. À certaines conditions (cas de libre-passage), il peut aussi retirer tout ou partie de son avoir de prévoyance avant la retraite, sous forme de capital, par exemple pour acheter un logement (encouragement à la propriété du logement). En cas de divorce, chacun des époux a en principe droit à la moitié de la prestation de sortie de l'autre correspondant à la durée du mariage, même en cas de régime de la séparation de biens[9].

## Histoire
Le droit suisse émerge d'une histoire compliquée, entre différentes traditions juridiques issues des différences culturelles entre les cantons et partages de compétences. Il suit un mouvement progressif d'unification et de codification, du droit coutumier local aux codes cantonaux, puis fédéraux.

### Moyen Âge
Le droit suisse naît du premier Pacte fédéral donnant naissance à la Confédération suisse en 1291. Celui-ci est en effet la première manifestation d'un droit confédéral ou, en d'autres termes, d'un droit prenant en compte plusieurs États (appelés aujourd'hui cantons) destinés à former la Suisse actuelle. Ce pacte prévoyait par exemple des mesures contre l'assassinat ou le brigandage. Son objectif était avant tout que ce genre d'affaire finisse devant la justice plutôt que dans une « guerre privée ».
Au fil du temps, d'autre accords sous formes diverses (pacte, alliance) vinrent s'ajouter et compléter le droit confédéral. Leurs domaines étaient vastes mais ils avaient plusieurs buts essentiels : garantir la paix intérieure, la sécurité collective ainsi qu'une certaine indépendance par rapport aux puissances étrangères.
Après la bataille de Morgarten en 1315, le Pacte de 1291 fut complété : il était dorénavant interdit à un de ses membres de conclure un accord avec un tiers sans l'accord des autres. L'union entre les cantons devint donc de plus en plus forte, sans compter l'arrivée de nouveaux membres comme Lucerne en 1332 et de nouvelles alliances avec les cantons environnants (Zurich, Zoug ou Berne pour ne citer qu'eux). En cas de problèmes entre les membres, les nouveaux accords prévoyaient les moyens pour les régler, toujours dans un but de paix et de cohésion. Les assemblées où se réunissaient les différents membres étaient appelées Diète fédérale : celle-ci naquit principalement de la volonté d'arbitrage, se basait surtout sur la coutume et ne rendait son jugement, en général, que s'il y avait l'unanimité. Le Pacte de Zurich prévoyait, par exemple, de se réunir à l'église d'Einsiedeln pour résoudre un éventuel problème. En revanche, elle ne disposait pas d'un pouvoir contraignant et elle laissait la tâche d'appliquer la décision aux différents cantons.
La Charte des prêtres en 1370 est considérée comme le premier accord qui donne à la Confédération un statut juridique, même s'il en reste encore au stade embryonnaire. Cette Charte interdisait dans plusieurs domaines le recours devant la juridiction ecclésiastique, considérée par les partis comme étrangère, au profit des tribunaux régionaux. Toutefois, ces accords n'étaient pas toujours respectés et on assista de plus en plus souvent au refus de toute nouvelle clause : ainsi les cantons ne réussirent-ils pas à se mettre d'accord sur une unité confessionnelle. Ce système dura jusqu'à l'invasion de la Confédération par la France et l'imposition d'un système unitaire, la République helvétique, en 1798.

### Codifications et unifications
Le Code civil suisse (1907) et son Code des obligations (1911) se fondent sur un avant-projet rédigé par Eugen Huber.
Le Code pénal suisse (1937) a été suivi du Code de procédure pénale suisse (2007) et du Code de procédure civile suisse (2008).

## Sources du droit
Les sources du droit suisse découlent de l'article premier du Code civil. La loi (al. 1) vient hiérarchiquement en premier, suivie par la coutume (jurisprudence et doctrine, al. 2), puis par le droit prétorien (pouvoir du juge de combler les lacunes, al. 3).

### Loi
Hiérarchiquement, le droit international est au sommet de l'ordre juridique suisse. La droit fédéral prime le droit cantonal qui lui est contraire (principe de la force dérogatoire du droit fédéral), et le droit cantonal prime en principe le droit communal.
L'ordre juridique suisse distingue au niveau législatif la loi au sens formel de la loi au sens matériel. Certaines règles de droit ou restriction de droits fondamentaux ne peuvent en effet être prévues que par une loi au sens formel ; la distinction importe aussi au niveau des voies de recours.
- la loi au sens formel est l'acte d'autorité édicté par l'organe investi du pouvoir législatif, selon la procédure prévue à cet effet (en principe soumise au référendum facultatif)[14]. C'est donc la procédure d'adoption qui est importante (et non le contenu de la loi). Il s'agit des constitutions (fédérale et cantonales) et des lois fédérales et cantonales.
- la loi au sens matériel est tout acte contenant une règle ou un ensemble de règles de droit[15]. C'est le contenu qui importe pour identifier la présence d'une loi au sens matériel.

#### Droit international
La Suisse applique une conception moniste du droit international, bien que la pratique Schubert ait suscité quelques discussions. Les traités internationaux sont immédiatement applicables, dès leur ratification. La Constitution matérialise l'obligation de respecter le droit international : tout projet de révision constitutionnel doit s'y conformer, sous peine de nullité, même pour une initiative populaire.
Le pays est partie à la Convention européenne des droits de l'homme (CEDH) et applique donc les décisions de la Cour européenne des droits de l'homme (CourEDH).
La Suisse n'est pas membre de l'Union européenne et le droit de celle-ci n'est pas applicable dans le pays. Toutefois, il exerce une grande influence : les accords bilatéraux se conforment au droit européen. Le législateur suisse essaie aussi souvent de suivre les règlements européens, ceci afin de permettre l'accès au marché unique aux entreprises helvétiques (Cassis de Dijon).

#### Droit fédéral

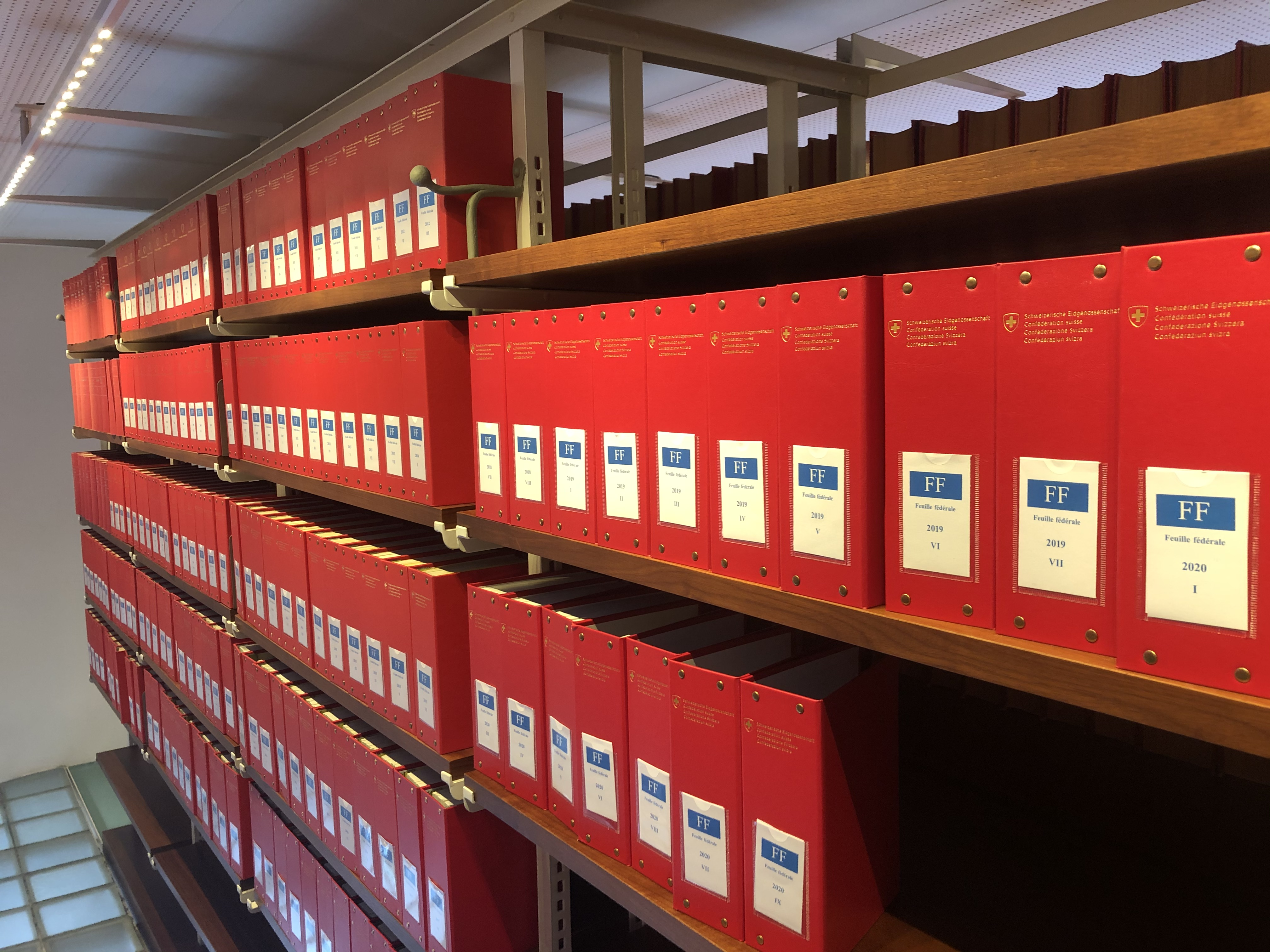
Classeurs contenant la Feuille fédérale

Le droit fédéral s'applique à toute la Suisse. Il doit découler d'une compétence dévolue à la Confédération (ou par la législation d'urgence).
La Constitution fédérale est la loi fondamentale de l'État suisse : elle renferme les principes de base de l'État. Sa procédure de révision est particulière (référendum obligatoire).
Les lois fédérales sont les actes adoptés par l'Assemblée fédérale selon la procédure législative ordinaire ; ce sont donc des lois au sens formel. Elle contiennent les principes et les règles de droit importants. Certaines rassemblent l'ensemble des règles relatives à une matière en un tout systématique et rationnel : on parle de Code.
Les arrêtés fédéraux sont d'autres actes qui peuvent être pris par les autorités fédérales. On trouve les arrêtés sujets ou soumis au référendum et les autres, qui ont le caractère d'une ordonnance.
Il existe également une série d'ordonnances législatives, une ordonnance étant une loi au sens matériel de rang inférieur qui peut être adoptée par l'exécutif, le législatif ou le judiciaire. Le système juridique suisse (comme le droit allemand) distingue les ordonnances législatives qui s'appliquent aux administrés des ordonnances administratives qui s'appliquent à l'administration. Les ordonnances permettent de préciser les lois et leurs applications, tout en étant modifiables plus rapidement. Comme seul le parlement est habilité à prendre des règles de droit, la législation par ordonnance est fondée sur le principe de la délégation législative.

#### Droit cantonal et communal
Les cantons sont compétents pour tout ce qui n'a pas été délégué à la Confédération. Il existe de nombreuses lois et ordonnances cantonales d'application des lois fédérales ou d'organisation du système. Entre le droit fédéral et le droit cantonal se trouve le droit intercantonal, qui découle des traités et concordats que les cantons signent entre eux (par exemple, le concordat HarmoS).
Les communes, via leur exécutif ou législatif peuvent réglementer certains domaines (via en principe des règlements communaux). Leur champ dépend du canton ; en principe, le Conseil d'État cantonal doit approuver les règlements communaux pour que ceux-ci puissent entrer en vigueur.

### Coutume
Le droit suisse intègre la coutume en tant que principes admis par tous selon un long usage. Il peut compléter ou s'opposer au droit écrit formel. Dans le passé, il s'est appliqué en particulier aux droits territoriaux, municipaux et du commerce. Dès le XIIIe siècle, l'écart entre l'oral et l'écrit a diminué lorsque des traditions ont été rédigées sous forme de coutumier ou bonnes coutumes. Au XIVe siècle les décisions des conseils de ville ont été consignées.
Actuellement, les traditions s'appliquent par défaut, selon le Code civil suisse :

« À défaut d’une disposition légale applicable, le juge prononce selon le droit coutumier et, à défaut d’une coutume, selon les règles qu’il établirait s’il avait à faire acte de législateur. »

## Composition
Le droit suisse s’intègre sur plusieurs niveaux de compétence répartis entre la Confédération, les cantons et les communes.

### Droit public
Le droit public ne fait preuve d'aucune unification car il s'agit d'une compétence parallèle s'exerçant à tous les niveaux de pouvoir, le droit public devant régler le fonctionnement de l'État. Le droit constitutionnel comprend les règles de base de l'organisation et du fonctionnement de l'État, ainsi que certaines normes fondamentales (droits fondamentaux) et leur mise en œuvre, comme la loi sur l'égalité.
Le droit des marchés publics est réglé non seulement au niveau fédéral (loi sur les marchés publics) mais dans chaque canton. L'Accord sur les marchés publics fait ainsi l'objet de 27 transpositions en Suisse.
Le droit de la concurrence est relativement récent, avec une première loi en 1962 et une révision totale en 1995. Il est appliqué par la Commission de la concurrence.
Concernant la procédure, on retrouve au niveau fédéral la loi fédérale sur la procédure administrative (PA). La plupart des cantons disposent d'un code unique de juridiction administrative.

#### Droit fiscal
La fiscalité s'exerce à plusieurs niveaux de pouvoir : la Confédération prélève l'impôt fédéral direct (IFD), en théorie un impôt d'urgence. La marge de manœuvre des cantons a été limitée depuis l'introduction de la loi sur l'harmonisation des impôts directs des cantons et communes (LHID), qui vise notamment à limiter la concurrence fiscale intercantonale. S'ils doivent prélever certains impôts directs, comme l'impôt sur la fortune ou celui sur les gains immobiliers, les cantons restent libre de leurs impôts indirects, comme celui sur les successions qui varie énormément en fonction de l'endroit.

#### Assurances sociales
Le droit de la sécurité sociale est fixé en général dans la loi sur la partie générale des assurances (LPGA). On trouve comme assurance :
- l'assurance-vieillesse et survivants (LAVS) ;
- l'assurance-invalidité (LAI) ;
- l'assurance en cas de maladie et d'accidents (LAA) et la Suva ;
- l'assurance militaire ;
- les allocations pour perte de gain (APG) ;
- l'assurance-chômage.

- le droit de l'aménagement du territoire, avec la LAT (de) et la LFAIE
- le droit de la circulation routière (LCR)

### Droit privé
Le droit privé est regroupé dans un code unique comprenant le Code civil et le Code des obligations, qui bien que disposant d'une numérotation particulière, en est en réalité le 5e livre. La procédure civile est unifiée au niveau fédéral par l'introduction du Code de procédure civile (CPC) en 2008. Le recouvrement de créance pécuniaire passe par la Loi fédérale sur la poursuite pour dettes et la faillite (LP).

#### Droit civil
Il est principalement réglé dans le Code civil (CC). Le Titre préliminaire du CC contient les règles générales de l'application de la loi : sources du droit, principe général de la bonne foi, pouvoir d'appréciation du juge et lacune juridiques, réserve au sens propre et impropre et fardeau de la preuve. Le Code est ensuite divisé en quatre livres.
Le livre premier (articles 11 à 89a CC) traite du droit des personnes. Le droit des personnes physiques traite des droits de la personnalité (naissance et mort, capacité civile, droit de cité, protection de la personnalité) tandis que le droit des personnes morales traite des associations et des fondations.
Le second livre (articles 90 à 456 CC) est celui du droit de la famille. Il traite d'abord des époux, donc des fiançailles et du mariage, de l'annulation du mariage et du divorce et des effets du mariage (dont les trois régimes matrimoniaux : participation aux acquêts, séparation des biens et communauté des biens). La loi aborde ensuite les « parents » : elle pose les principes généraux concernant la filiation et la paternité, ainsi que l'adoption. La loi consacre l'existence juridique de la famille, de l'autorité parentale et des obligations d'entretiens. La dernière partie est consacrée à la protection de l'adulte, notamment via les directives anticipées et le système de la curatelle (qui remplace la tutelle).
Le livre troisième (articles 457 à 640 CC) contient le droit des successions, soit l'ensemble des règles qui régissent la transmission du patrimoine après la mort. Le Code précise d'abord qui peut hériter : les héritiers légaux (système des parentèles) et les héritiers institués (ainsi que l'État) ainsi que les façons de disposer (testament olographe, oral et authentique, pacte successoral positif ou abdicatif) puis il détaille le fonctionnement de la dévolution successorale : ouverture de la succession, acquisition ordinaire, sous bénéfice d'inventaire ou liquidation officielle, et finalement le partage (avec les rapports successoraux et les réunions).
Le dernier livre (articles 641 à 977 CC) aborde les droits réels, les règles relatives à la maîtrise des choses. La loi définit la notion de propriété (ordinaire, copropriété, propriété par étage) et les propriétés immobilière et mobilière, ainsi que les autres droits réels : servitude et charge foncières, droit de gage. Le principe de publicité passe par la possession et le registre foncier.

#### Droits des obligations
Le droit des obligations est réglé principalement par le Code des obligations (CO), qui est en réalité le 5e livre du Code civil. Le CO est divisé en deux parties principales : la partie générale et la partie spéciale.
La partie générale du CO contient les règles qui s'appliquent aux obligations. Elle traite de la formation des obligations, soit des conditions à la naissance d'un contrat (notamment de la représentation), les modalités de l'accord des volontés et de la forme ainsi l'étendue de l'objet du contrat et ses causes de nullité. L'effet des obligations contient les modalités de l'exécution (terme et lieu, paiement) et les règles en cas d'inexécution, soit la demeure et la responsabilité contractuelle. L'extinction des obligations traite des mécanismes de compensation et de remise de dette, et surtout du système général de la prescription et de ses délais. Le Code précise aussi quelques modalités, comme la solidarité passive et active ainsi que les conditions (suspensives ou résolutoires), ainsi que la cession de créance et la reprise de dettes.
Au sein de la partie générale se trouvent les règles sur la responsabilité civile. Le Code fixe le principe général du devoir de répondre d'un dommage (responsabilité dite « aquilienne » ou pour faute) et ses conditions d'application : limitation ou atténuation de la responsabilité, pluralités de responsabilités et d'auteurs (solidarité) et prescription. Il existe également d'autres normes de responsabilité, dites responsabilités objectives simples et aggravées. Certaines se trouvent dans le CO, comme la responsabilité du propriétaire d'ouvrage ou du détenteur d'animal, et les autres sont prévues par des lois spéciales comme la LCR, qui peuvent renvoyer au CO concernant la mise en œuvre.
La partie spéciale du Code détaille les diverses espèces de contrats (appelés contrats spéciaux). Elle précise les conditions dans lequel un contrat particulier s'applique et son régime, qui peut être plus précis ou déroger à la partie générale. Le code traite ainsi des contrats de vente, de bail, de travail, des contrats d'entreprise et de mandat ainsi que de quelques autres. Des lois spéciales étendent et complète le régime prévu par le Code des obligations ; si un contrat s'y trouve, on parle de contrat nommé, sinon de contrat innommé auquel on peut appliquer par analogie le régime de certains contrats, selon les cas. La partie spéciale précise aussi que le jeu et le pari ne donnent pas droit à créance et traite finalement de la société simple, faisant la transition avec le droit commercial.

#### Droit commercial
Le droit commercial ou droit économique traite des différents types de sociétés. Il est traité à la 3e partie du Code des obligations. On y retrouve :
- la société simple
- la société en nom collectif
- la société en commandite
- la société anonyme (SA), la forme la plus courante
- la société en commandite par actions
- la société à responsabilité limitée (Sàrl)
- la société coopérative
- et les dispositions relatives au registre du commerce

### Droit pénal
Le droit pénal est une compétence exclusive de la Confédération depuis 1898, à la suite d'une votation populaire. Le Code pénal suisse n'entrera pourtant en vigueur que près de 50 ans plus tard, en 1942. La procédure pénale est unifiée au niveau fédéral depuis 2007 avec l'introduction du Code de procédure pénale (CPP).
La mise en œuvre du droit pénal et la lutte contre la criminalité est principalement cantonale ; on retrouve dans chaque canton une police cantonale qui comporte une section judiciaire et un Ministère public chargé de l'accusation publique. Certains délits d'importance ou qui ont trait à des compétences fédérales sont du ressort du Ministère public de la Confédération (MPC) et du Tribunal pénal fédéral à Bellinzone.
La Suisse connaît également une juridiction pénale spéciale : la justice militaire. Celle-ci applique le Code pénal militaire, qui contient lui aussi une partie générale et une partie spéciale. Sont concernés les militaires, les gardes-frontière et les civils dans certains cas. L'instruction est effectuée par un juge d'instruction, la poursuite par un auditeur et le jugement est rendu par un tribunal composé de cinq membres (dont le président est le seul à être rattaché à la justice militaire) ; tous sont des miliciens.

## Ouvrages et publications

### Législation
Les lois adoptées sont publiées dans la Feuille fédérale (FF), puis une fois le délai référendaire couru, dans le recueil officiel (RO). Les modifications de loi sont aussi publiées au RO, mais uniquement les articles concernés. Le Recueil systématique (RS) présente lui une version consolidée (à jour) des lois ; il était avant publié dans des classeurs, et les mises à jour des lois étaient distribuées sous forme de feuillets mobiles à remplacer dans les classeurs. Depuis l'inversion de primauté (la version électronique du RO est déterminant depuis le 1er janvier 2016), les recueils papier perdent leur valeur juridique, mais restent publiés par la Chancellerie fédérale.
Bien que le RS soit la version la plus aisée à consulter, c'est le RO qui produit une valeur juridique contraignante (en pratique, il s'agit du même texte).
La Chancellerie fédérale publie à intervalles réguliers une version reliée de certaines lois, appelée « édition Chancellerie ». Les publications en français ont une couverture jaune, celles en allemand une verte, celles en italien une grise et celles en romanche une bleue. Elles sont proposées à la vente sur le site de la Confédération ou chez les libraires ; les exemplaires de la Constitution fédérale sont imprimés et distribués gratuitement. Des éditions privées des textes principaux existent également : elles sont pour la plupart agrémentées de commentaires et de références à la jurisprudence.

### Jurisprudence

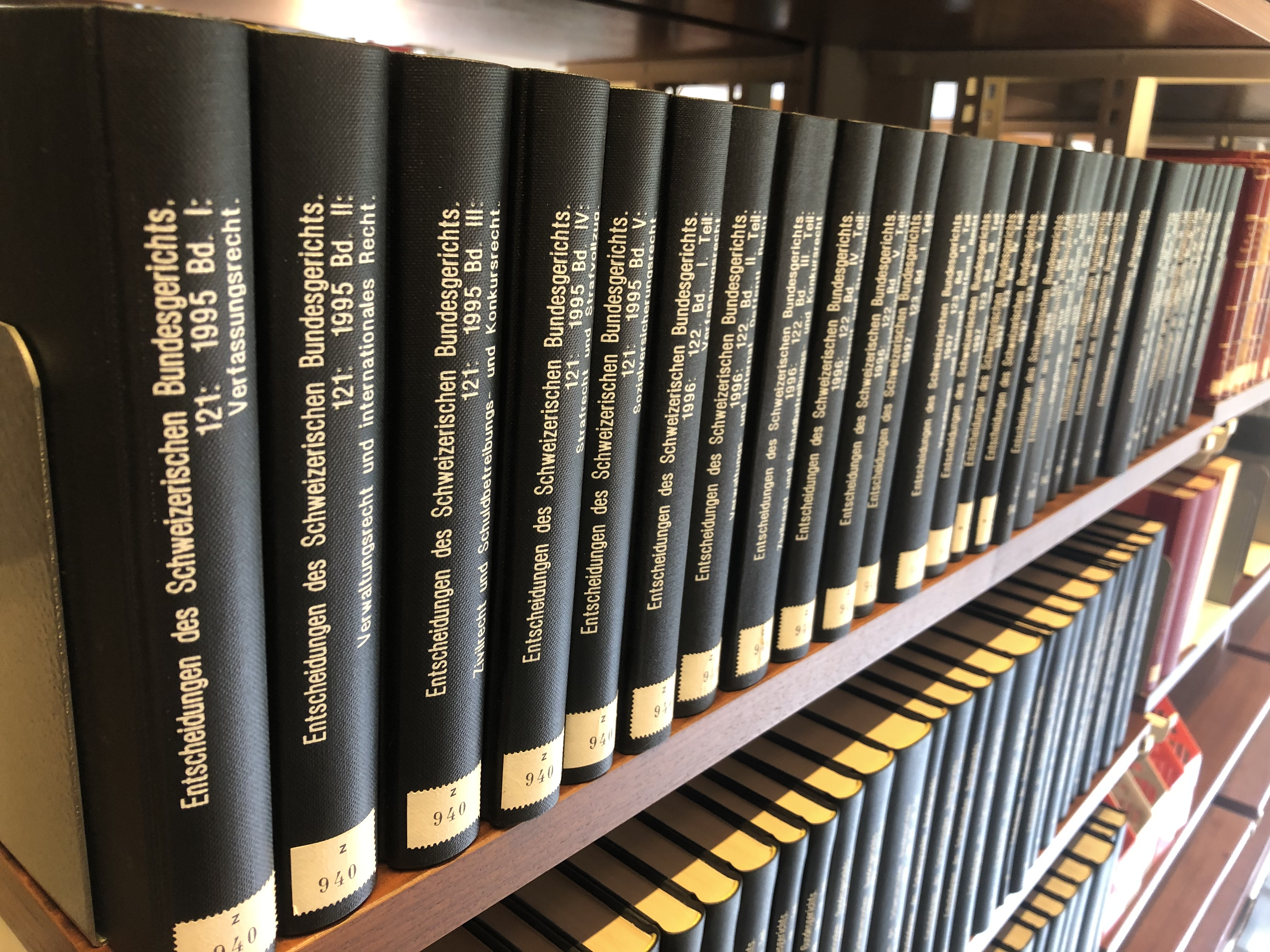
Volumes contenant le Recueil Officiel des Arrêts du Tribunal fédéral (ATF), ici avec les volumes 121 et 122 (1995 et 1996)

Les extraits de la jurisprudence fédérale importante (les arrêts ou ATF) sont publiés dans leur langue au Recueil officiel des arrêts du Tribunal fédéral ; on y fait référence sous la forme « ATF [année depuis la création du TF] [chiffre romain de la matière] [numéro de la page au recueil] » (par exemple : ATF 126 IV 188, voir Arrêt du Tribunal fédéral). Ce recueil constitue la base de la jurisprudence fédérale suisse, qui unifie et guide l'application du droit fédéral. Le TF publie également ses autres arrêts (au complet cette fois) sur internet, avec une autre dénomination (par exemple 1C_285/2009) ; ils sont appelés « arrêts non publiés du Tribunal fédéral ». Certains arrêts ne sont pas publiés du tout, mais le cas est très rare.
Les arrêts sont publiés dans la langue de l'affaire et ne sont pas traduits. Plusieurs revues juridiques assurent la traduction des arrêts importants. En Romandie, c'est le Journal des tribunaux (JdT) et la Semaine judiciaire (SJ). En Suisse alémanique, ce rôle est repris, entre autres, par Schweizerische Juristen-Zeitung (de) Les publications sont des courtes revues de petit format ; les arrêts y sont regroupés, traduits ou résumés, par matière (en suivant le classement du TF) et envoyés chaque semaine aux abonnés. À la fin de l'année, ceux-ci relient en principe les parutions de l'année pour assurer leur conservation.
Il existe d'autres revues juridiques, en général spécialisées dans un certain domaine, comme la Revue du droit de la construction et des marchés publics, FamPra (droit de la famille) etc., qui publient et commentent l'évolution de la jurisprudence dans leur domaine.
La jurisprudence cantonale fait également l'objet de publication sur le même principe dans chaque canton. Par exemple la Revue valaisanne de jurisprudence (RVJ), publiée par le Tribunal cantonal du Valais, regroupe ses jurisprudences importantes.

### Doctrine
La doctrine regroupe les manuels, avis, commentaires et opinions des divers spécialistes du droit sur la législation et la jurisprudence. Elle sert de guide au juge (art. 1 al. 3 CC).
Il existe tout d'abord les commentaires, qui sont des ouvrages commentant chaque article d'une loi. En Suisse, il existe plusieurs séries de commentaires publiés par des éditeurs différents : on les qualifie selon leur lieu d'édition. Ainsi en Suisse alémanique le Commentaire bernois (BK), qui traite surtout de droit privé), le Commentaire bâlois (BSK) et le Commentaire zurichois (ZK), tandis qu'en Suisse romande c'est le Commentaire romand (CR). Chaque commentaire est en principe sous la direction (responsabilité) d'un ou plusieurs professeurs d'université, mais les articles peuvent être commentés chacun par des auteurs différents.
De nombreux ouvrages traitent d'un domaine (en général ou un aspect particulier de celui-ci) du droit : la responsabilité civile, le droit administratif, la droit des migrations, le droit des avocats, etc. Ils sont dits traités ou manuels s'ils présentent de manière systématique l'ensemble d'une matière et monographie s'ils traitent d'un problème particulier (comme une thèse). Les articles quant à eux traitent d'un problème particulier, tout en étant intégrés dans un ouvrage général (ouvrage qui peut être une revue/périodique, un mélange ou ouvrage thématique).
Les universités ou des organisations spécialisées organisent régulièrement des « journées juridiques » sur un thème particulier, afin de discuter et de présenter les évolutions du droit dans ce domaine (par exemple les journées du droit de la construction ou les journées du droit de la circulation routière). À l'issue de ces évènements, est en général publié un livre qui regroupe les contributions des différents intervenants.
Les principales maisons d'éditions juridiques sont Schulthess, Stämpfli et Helbing Lichtenhahn.

## Organisation et procédures

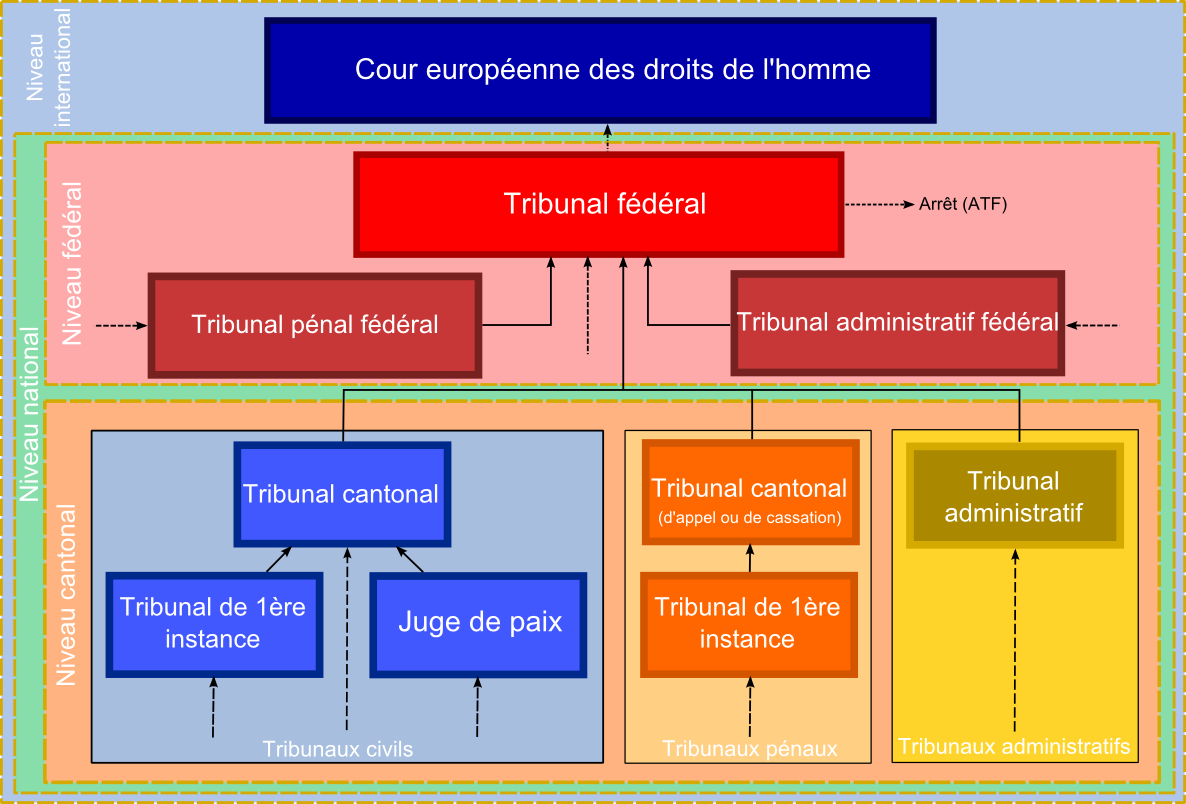
Schéma de l'organisation judiciaire suisse.

L'organisation judiciaire est dévolue aux cantons ; on retrouve toutefois le système à trois niveaux amené par l'Helvétique, avec dans le canton un tribunal de première instance et un Tribunal cantonal de deuxième instance. Le Tribunal fédéral fait office d'autorité de recours pour les questions de droit fédéral.

### Procédure civile
La procédure civile est réglée par le Code de procédure civile (CPC), introduit en 2008 ; auparavant, chaque canton disposait de son propre système. La procédure civile est en principe une procédure contentieuse, c'est-à-dire qu'elle voit s'opposer deux parties, le demandeur et le défendeur, sur un point de controverse, l'objet du litige.
Une procédure civile contentieuse commence en général par une conciliation,. L'autorité de conciliation, souvent un juge de commune ou un juge de paix, tente de faire parvenir les parties à un accord. Dans certains cas, il peut même rendre une proposition de jugement ou un jugement, si la valeur litigieuse n'est pas très élevée. Si la conciliation n'aboutit pas, l'autorité délivre une autorisation de procéder, qui permet au demandeur de démarrer le procès civil. La valeur litigieuse, soit le montant quantitatif sur lequel porte le litige entre les parties détermine le type de procédure applicable. Supérieure à 30 000 francs, c'est la procédure ordinaire qui s'applique, sinon c'est la procédure simplifiée.

### Procédure pénale
La procédure pénale est régie par le Code de procédure pénale (CPP) entrée en vigueur en 2011. Comme avec la procédure civile, avant l'introduction du CPP, chaque canton disposait de sa propre procédure, pour un total de 27 (26 procédures cantonales et une procédure fédérale). Des procédures spécifiques sont prévues pour les militaires (avec la procécude pénale militaire), certaines infractions administratives (avec le droit pénal administratif).

### Procédure administrative
La procédure administrative ne fait l'objet d'aucune unification, car elle dépend directement de l'État. Il y a donc 26 procédures cantonales différentes (qui présentent certaines caractéristiques communes), ainsi qu'une procédure fédérale, la loi fédérale sur la procédure administrative (PA). La procédure administrative concerne les relations entre l'État et un administré, et règle la façon dont la demande de celui-ci est traitée. Une procédure administrative commence en général de façon gracieuse, c'est-à-dire que l'administré demande la modification d'une décision ou d'une situation ; elle peut ensuite devenir contentieuse si l'administration s'oppose à l'administré. Les premières étapes se font au sein de l'administration, mais chaque citoyen a le droit de voir sa cause jugée par un juge indépendant, ce qui implique une sortie de la pyramide administrative pour porter sa cause devant les tribunaux judiciaires.
La procédure administrative est fondée sur la notion de décision administrative. Cette dernière a pour caractéristique de modifier, de façon unilatérale, la situation juridique d'un administré,. C'est la contestation d'une décision administrative qui lui permet d'effectuer ses recours successifs.
Au niveau fédéral, le Tribunal administratif fédéral (TAF) est l'autorité de recours judiciaire de première instance, pour toutes les affaires qui relèvent de la procédure fédérale.

## Professions juridiques
La formation juridique de base se passe en trois ans au cours d'un bachelor universitaire ; à l'issue de celui-ci, l'étudiant est considéré comme juriste. Le cursus comprend les principales branches du droit privé, public et pénal, ainsi qu'une introduction au droit international et européen. Il est dispensé dans neuf universités : Bâle, Berne, Fribourg (la seule à proposer une formation bilingue), Genève, Lausanne, Lucerne, Neuchâtel, Saint-Gall et Zürich.
Le master dure entre un et deux ans et complète la formation, ouvrant l'accès à des spécialisations. Il est nécessaire pour passer le brevet d'avocat.

### Avocat
L'avocat est un mandataire chargé de conseiller et représenter ses clients en justice. En Suisse, il est considéré comme un auxiliaire de justice, et est donc tenu à des règles particulières. Les avocats utilisent le titre de maître (Me), de Rechtsanwalt (RA) en Suisse alémanique et encore Fürsprecher dans certains cantons alémaniques, comme Berne.
Pour exercer, l'avocat doit réussir le brevet, qui lui permet de s'inscrire au barreau de son canton. À l'issue de son master en droit, le candidat doit effectuer un stage, dont les conditions varient selon les cantons : à Genève par exemple, l'accès au stage est conditionné à la réussite de l'école d'avocature (ECAV). Le stage dure en principe 18 mois, et est en général effectué chez un avocat (mais une partie est aussi possible au Tribunal, selon les cantons). Au cours de celui-ci, l'avocat-stagiaire apprend les modalités pratiques des actions judiciaires et se prépare à l'examen, en général un écrit et un oral. La rémunération varient fortement entre les cantons, entre 1 500 francs par mois en Valais et 3 000 à Genève.
La profession est cadrée par la loi sur la libre-circulation des avocats, qui définit les exigences de base. Le droit cantonal précise certaines modalités, notamment les sanctions et la surveillances. Dans les cantons, les avocats sont regroupés en associations appelée « Ordre », à la tête duquel se trouve un bâtonnier. La basoche subsiste également dans les cantons romands.

### Notaire

Les différentes formes de notariat en Suisse :
Notariat latin (profession libérale)
Notariat officiel
Forme mixte

Le notaire est un officier public qui établit des documents publics et garantit leur authenticité. C'est une profession qui n'est pas régulée au niveau fédéral, et qui varie énormément entre les cantons, certains n'en ayant tout simplement pas. On peut distinguer trois formes de notariat en Suisse :
- le notariat latin : le notaire exerce une profession libérale, de façon indépendante. Bien qu'officier public, il n'est pas rattaché à l'État. C'est le système des cantons latins ainsi que de Bâle, Argovie, Berne et Uri.
- le notariat officiel ou fonctionnarisé : les tâches du notaire sont entièrement effectuées par l'État et ses fonctionnaires. Ce système existe uniquement à Zurich et Schaffhouse.
- le notariat mixe : combinaison des deux systèmes, les compétences étant réparties entre les fonctionnaires et les notaires, et elles n'entrent pas en compétition. On le trouve en Suisse orientale et à Soleure.

En 2007, une étude de la Surveillance des prix met en évidence une très grande disparité des tarifs des notaires, avec des prix plus élevés chez les notaires privés que chez les notaires étatiques (les cantons a notariat mixte se situant entre les deux).
Dans les cantons qui connaissent le notariat latin, l'exercice de la profession est divers. Dans les cantons de Genève et de Vaud, l'exercice d'une autre profession en sus du notariat n'est pas possible, au contraire des autres cantons dans lesquels les notaires sont en général également avocats. Fribourg connaît un système de numerus clausus, seulement 42 notaires pouvant exercer en même temps.
Le notaire se charge principalement d'établir des documents « en la forme authentique ». Celle-ci est notamment requise pour les actes de ventes immobilières, de testaments publics ou de constitution d'hypothèques. Il se charge également de la légalisation des signatures.

### Magistrats

#### Procureur
En droit suisse, les procureurs représentent le ministère public. Le Ministère public de la Confédération est placé sous la responsabilité du procureur général de la Confédération. Chaque canton peut instituer son « premier procureur » ou son « procureur général ».

#### Greffier
En Suisse, le greffier est un auxiliaire judiciaire responsable de tâches administratives pour les juges, en particulier d'établir un procès-verbal. Il existe également un rôle de greffier-juriste, qui participe plus activement au jugement.

#### Juge
En droit suisse, les juges fédéraux sont élus par le parlement fédéral. Les juges cantonaux sont généralement élus par le parlement cantonal.
Dans certains cantons suisses, dont Genève, le peuple élit ses juges et son procureur général, si le nombre des candidatures dépasse les places à pourvoir. Il est cependant courant que les places de juges soient attribuées lors de discussions informelles au sein de commissions judiciaires inter-partis : il n'y alors d'élection par le peuple qu'en cas de désaccord irréconciliable sur l'attribution d'un poste vacant.